# Antonio Basagoiti
 (février 2010).
Si vous disposez d'ouvrages ou d'articles de référence ou si vous connaissez des sites web de qualité traitant du thème abordé ici, merci de compléter l'article en donnant les références utiles à sa vérifiabilité et en les liant à la section « Notes et références ».
Antonio Basagoiti Pastor, né le 25 octobre 1969 à Madrid est un homme politique espagnol, actuellement leader régional du Parti populaire du Pays Basque.

## Vie personnelle et politique
Antonio Basagoiti est né à Madrid au sein d'une famille d'éminents hommes d'affaires et bancaires. Basagoiti est un descendant d'Antonio Basagoiti Arteta, fondateur d'Iberdrola et de Banco Hispanoamericano. Il vit dès l'âge d'un an jusqu'à 7 ans à Getxo (Biscaye), quitte ensuite le Pays basque et revient à nouveau à Bilbao afin d'étudier à l'Université du Pays basque où il est licencié en droit. À l'âge de 25 ans il commence sa carrière politique.

## Candidat à Lehendakari (2009)
Pendant le XII Congrès du Parti Populaire du Pays Basque, qui a eu lieu en Bilbao 11 et 12 juillet de 2008, Antonio Basagoiti a été élu président avec 82,3 % des 345 votes. Il prend la charge 25 octobre de 2008. Basagoiti ne parle pas basque bien qu'il ait promis de l'apprendre en 2003.

## Élections de 2009 et pacte avec PSE
Lors des élections parlementaires du Pays basque du 1er mars, Parti Populaire s'est classé 3e avec 13 mandats de 75. Cela a aidé de former le premier gouvernement non-nationaliste du Pays basque.